# Capitoli di Yamada-kun e le 7 streghe

Copertina del primo volume dell'edizione italiana, raffigurante Urara Shiraishi

Questa è la lista dei capitoli di Yamada-kun e le 7 streghe, manga scritto e disegnato da Miki Yoshikawa, è stato serializzato sulla rivista Weekly Shōnen Magazine di Kōdansha dal 22 febbraio 2012 al 22 febbraio 2017. I vari capitoli sono stati raccolti in ventotto volumi tankōbon, pubblicati tra il 15 giugno 2012 e il 17 aprile 2017. Oltre ai capitoli legati alla serie principale, l'autrice ha pubblicato diversi capitoli extra, tra cui un crossover tra Yamada-kun e le 7 streghe e la sua precedente opera Yankee-kun & Megane-chan - Il teppista e la quattrocchi.
In Italia il manga è stato annunciato da Star Comics in occasione del Lucca Comics & Games 2013 e la pubblicazione dei volumi ha avuto inizio nel marzo 2014 per poi terminare nel luglio 2019. In America del Nord, invece, i diritti sono stati acquistati da Kodansha Comics USA, mentre in 170 paesi del mondo i capitoli della serie sono stati pubblicati digitalmente da Crunchyroll a partire dal 26 ottobre 2013.

## Volumi 1-10
| 1  | 15 giugno 2012 | ISBN 978-4-06-384696-6 | 20 marzo 2014     | ISBN 978-88-6420-931-9 |
| 1  | Capitoli - 1. Proviamoci! (してみましょう。?, Shite mimashou) - 2. Falla vedere anche a me! (俺にも見せろよー。?, Orenimo misero yo-) - 3. Le donne forti non mi dispiacciono affatto! (強い女嫌いじゃねえよ。?, Tuyoionnna kirai ja nee yo) - 4. È una coppa E (Eだ。?, EDa) - 5. Perché non lo facciamo insieme? (一緒にやろうぜ!?, Issho ni yarouze!) - 6. Guardate che non sono una cavia da laboratorio! (オレは道具じゃねえんだぞ．．．??, Ore wa dōgu janē nda zo....?) - 7. Adesso o mai più! (今のうちだ！?, Imano uchida!) |                        |                   |                        |
| 2  | 17 agosto 2012 | ISBN 978-4-06-384727-7 | 22 maggio 2014    | ISBN 978-88-6920-011-3 |
| 2  | Capitoli - 8. La mia Shiraishi... (俺の白石さんがー．．?, Oreno Shiraishi-san ga-..) - 9. Tornado Killing kick! (竜巻滅殺脚！！！?, Tatsumaki messatsu ashi!!!) - 10. Ha le guance tutte rosse...? (顔がほてってやがるんだよ....？?, Kao ga hotette ya garu nda yo....?) - 11. Dunque, Suzuki... (ところで鈴木君！?, Tokorode Suzuki-kun!) - 12. È questo l'amore (それが愛です。?, Sorega aidesu) - 13. Ti prego di concedermi un bacio (俺とキスしていただきたい!!?, Oreto kisu shite itadakitai!!) - 14. Shingi Ikkyu (心技一休?, Shingi Ikkyuu) - 15. Oh-mio-dio! (キャーキャーキャーッ!?, Kya-kya-kyattu!) - 16. Sono morbidissimeee! ♥ (超やわらか〜い♥?, Chō yawaraka-i ♥)                                                                                          |                        |                   |                        |
| 3  | 17 ottobre 2012 | ISBN 978-4-06-384754-3 | 24 luglio 2014    | ISBN 978-88-6920-023-6 |
| 3  | Capitoli - 17. Ti concederò un bacio (してあげる?, Shiteageru) - 18. TIMIDI TIMIDI (モジモジ?, Mojimoji) - 19. Fa' di me quello che vuoi... ♥ (好きにして．．．?, Sukinishite...) - 20. Rifletti bene (ちゃんと考えて?, Channto kanngaete) - 21. Che male! (痛かったわ?, Itakattawa) - 22. Che tragedia! (何て悲劇よ?, Nannte higekiyo) - 23. Ti dispiace? (嫌かしら？?, Iyakashira?) - 24. Dobbiamo cercare... (探すんでしょーがッ?, Sagasun desho-ga) - 25. FRIIIN FRIIIN (ミーンミーン?, Mīn Mīn) |                        |                   |                        |
| 4  | 17 dicembre 2012 | ISBN 978-4-06-384789-5 | 25 settembre 2014 | ISBN 978-88-6920-063-2 |
| 4  | Capitoli - 26. Cos'hai combinato?! (何やってるぞな！？?, Nani Yatteru zo na!?) - 27. GLOOM (ショボーン?, Shobo-nn) - 28. WASH WASH (わっしゃわっしゃ。?, Wassha wassha) - 29. Recluta Yamada! (山田訓練兵!?, Yamada kunren-hei!) - 30. Tette! (おっぱい。?, Oppai) - 31. Le tette di Odagiri (小田切のおっぱい?, Odagiri no oppai) - 32. FSSST POP POP (シュウウウプスプス?, Shuuuu pusu pusu) - 33. Un gran figo alla porta! (イケメン来た!?, Ikemen kita!) - 34. Mi stai chiedendo di ripagarti in natura? (体で払えって言うんだ??, Karadade haraette iunnda?) |                        |                   |                        |
| 5  | 15 febbraio 2013 | ISBN 978-4-06-384819-9 | 27 novembre 2014  | ISBN 978-88-6920-192-9 |
| 5  | Capitoli - 35. La capacità di prevedere il futuro?! (未来が見える能力ー!??, Miraiga mieru nouryoku-!?) - 36. Sei eccitato! (コーフンしてるー。?, Ko-funn shiteru-) - 37. Perché non ti informi da solo? (自分で調べれば??, Jibunnde shirabereba?) - 38. È complicato, ma ho le mie buone ragioni per farlo... (これには深い事情がある．．．?, Kore ni wa fukai jijō ga ru...) - 39. BLUSH (とろ～ん。?, Toro~nn) - 40. C'è questo tipo di rapporto! (こういう関係なの．．．!?, Kouiu kannkeinano．．．!) - 41. Forse è una pervertita esibizionista (痴女なのかも。?, Chijyona no kamo.) - 42. L'esposizione degli animali più rari del mondo (世界の珍獣展?, Sekai no chinjū-ten) - 43. Yamada, tu non fai schifo! (山田君はキモくないわ。?, Yamada-kun wa kimokunai wa.) |                        |                   |                        |
| 6  | 17 aprile 2013 | ISBN 978-4-06-384857-1 | 22 gennaio 2015   | ISBN 978-88-6920-208-7 |
| 6  | Capitoli - 44. Sei proprio una piattola schifosa! (ウザキモいんですけど。?, Uza kimo in desu kedo.) - 45. Sono arrivati due bei fighi! (イケメン二人キター!?, Ikemenn futari kita-!) - 46. L'invidia tra donne fa paura (女のシット怖ぇ！?, Onnnano shitto koele!) - 47. Marcia trionfale... (かっぽ…。?, Kappo...) - 48. Così capirai la verità! (これが真実よ!!!?, Korega shinnjitu yo!!!) - 49. Cosa ti è successo, Yamada? (どうした山田ーっ!?, Doushita Yamada-ttu!) - 50. L'hai detto, vero? (言ったのね。?, Ittanone) - 51. A una condizione (条件があります。?, Jōken ga arimasu.) - Extra. MMMH (ムラムラ。?, Muramura.) |                        |                   |                        |
| 7  | 17 giugno 2013 | ISBN 978-4-06-384882-3 | 25 marzo 2015     | ISBN 978-88-6920-337-4 |
| 7  | Capitoli - 52. È fatto con ingredienti diversi! (素材がちがう!?, Sozaiga chigau!) - 53. Aaah, che seccatura! (あーめんどくせえな。?, A ̄mendoku se e na.) - 54. Oh, Yamada! (あら 山田さん。?, Ara Yamada-san.) - 55. Ahi! (えい！?, Ei!) - 56. Yamada non è molto portato per l'arte... (山田さんの絵心って。?, Yamada-san no egokoro tte.) - 57. È così! Io... (そうだよ俺は．．．。?, Soudayo oreha...) - 58. Ne vuoi un po'? (オマエも食うか??, Omaemo kuuka?) - 59. Che furbastro ruffiano! (調子のいいヤツだぜ!!?, Choushino ii yatudaze!!) - 60. DIN DON (リンゴーン?, Ringōn) |                        |                   |                        |
| 8  | 16 agosto 2013 | ISBN 978-4-06-394916-2 | 20 maggio 2015    | ISBN 978-88-6920-360-2 |
| 8  | Capitoli - 61. Chiudi il becco e lasciami fare! (いいからさせろ！！?, Īkara sasero!!) - 62. Non lo voglio vedere mai più! (二度と見たくねえから!!?, Nidoto mitakunē kara!!) - 63. YAAAH (ぴゃー！?, Pya-!) - 64. Cosa facciamo? (どうする？?, Dousuru?) - 65. Sei tu? (おまえか．．．．?, Omaeka...) - 66. Non dimenticare! (忘れるな!?, Wasureruna!) - 67. La stoffa della biancheria intima è la cosa più importante! (下着は素材重視だな。?, Shitagi wa sozai jūshida na.) - 68. Ma che razza di sfigato! (ざまあねぇ～っ?, Zama a nētsu) - 69. Ma è tutto scemo?! (バカかこいつは！！！?, Bakaka koitsu wa!!!) |                        |                   |                        |
| 9  | 17 settembre 2013 | ISBN 978-4-06-394928-5 | 23 luglio 2015    | ISBN 978-88-6920-470-8 |
| 9  | Capitoli - 70. ...Iooo?! (アタシかーッ!?, Atashi ka~tsu!) - 71. Sfondamentooo! (強行突破だーッ！?, Kyōkō toppada~tsu!) - 72. Yaaah! Un insetto! (キャッ 虫!!?, Kyattu mushi!!) - 73. Andiamo! ♥ (行こーぜ?, Iko-ze) - 74. Sei proprio squallido (サイテーだな?, Saite-dana) - 75. È una storia affascinante, vero? (ロマンがあるだろう？?, Romanga arudarou?) - 76. Hai ancora voglia di dare baci in giro? (キスがしたいのね?, Kisuga shitainone) - Speciale one shot. La classe del diavolo (魔王の教室?, Maō no kyōshitsu) |                        |                   |                        |
| 10 | 17 dicembre 2013 | ISBN 978-4-06-394986-5 | 24 settembre 2015 | ISBN 978-88-6920-532-3 |
| 10 | Capitoli - 77. Che indecenza! (けしからん。?, Keshikaran) - 78. È chiaramente una versione inferiore (どう見ても劣化版…。?, Dou mitemo rekkabann...) - 79. Anch'io sono un figo! (俺だってイケメンだろ！?, Oredatte ikemendaro!) - 80. Sei un molestatore sessuale! (チカンよチカン！?, Chikanyo chikan!) - 81. Sto guardando un film! (映画見てんの！?, Eigawo mitenno!) - 82. Rika può stare solo in un laboratorio di scienze! (リカだけに理科準備室ー！?, Rika dake ni rika junbi-shitsu!) - 83. Guarda che io ne ho di mutandine! (パンツ持ってるし！?, Pantu motterushi!) - 84. La fine del club! (廃部だな！！?, Haibuda na!!) - 85. Ci tieni così tanto a vederla nuda?! (裸が見たいワケ！？?, Hadakaga mitaiwake!?)                                               |                        |                   |                        |

## Volumi 11-20
| 11 | 17 marzo 2014 | ISBN 978-4-06-395011-3                                                      | 25 novembre 2015  | ISBN 978-88-6920-564-4 |
| 11 | Capitoli - 86. Che schiappaaa! (弱-ッ!?, Yowa-!) - 87. E se cadessimo vittime di una maledizione?! (呪われたらどうする!??, Norowa retara dō suru!?) - 88. Comunemente conosciuta...? (俗....??, Zoku....?) - 89. Farò sparire le mutandine (ノーパンにしてやるね!?, No pan ni shiteyaru ne!) - 90. È proprio insopportabile! (最悪だわ!!?, Saiakuda wa!!) - 91. Qualcosa di strano (また天ぷらー！?, Mata tenpura-!) - 92. Un tè! (お茶!?, Ocha!) - 93. Lì davanti! (前よ。?, Mae yo.) - 94. Sei un po' troppo nanetto! (チビじゃん?, Chibijan) |                                                                             |                   |                        |
| 12 | 16 maggio 2014 | ISBN 978-4-06-395080-9                                                      | 27 gennaio 2016   | ISBN 978-88-6920-657-3 |
| 12 | Capitoli - 95. FIX (じーっ。?, Jii~.) - 96. Come un ninja (忍者みたい。?, Ninja mitai.) - 97. Sussie (スッシー?, Susshī) - 98. Che seno enorme! (胸デカっ?, Mune deka) - 99. Vuoi un panino con i fagioli dolci? (あんパン食べますー??, An pan tabemasu~?) - 100. Guarda che sono superfurioso! (激おこだけど??, Geki okodakedo?) - 101. Fa' attenzione (気をつけて?, Kiwotsukete) - 102. Il suo secondo fine era evidente (下心が見えたもん。?, Shitagokoro ga mieta mon.) |                                                                             |                   |                        |
| 13 | 17 luglio 2014 | ISBN 978-4-06-395126-4                                                      | 23 marzo 2016     | ISBN 978-88-6920-882-9 |
| 13 | Capitoli - 103. Dopo googlalo! (あとでググりな!?, Ato de Guguri na!) - 104. Senza mutande per hobby (シュミでノーパン。?, Shumi de nōpan.) - 105. Scusatesshi! (スマネっしー。?, Sumanesshi~.) - 106. È una gran maliziosa (エロいからなー?, Eroikarana~) - 107. He looks bored (He looks bored?) - 108. L'alleanza dei cuori infranti (なんだか切ない同盟。?, Nandaka setsunai dōmei.) - 109. JK Mask (JK仮面?, JK kamen) - 110. Che sfigati... (ダサ・・・。?, Dasa....) - Extra. Cuciniamo con Sobasshi! ★ |                                                                             |                   |                        |
| 14 | 17 settembre 2014 | ISBN 978-4-06-395190-5                                                      | 25 maggio 2016    | ISBN 978-88-6920-934-5 |
| 14 | Capitoli - 111. Ha un bel fisico (ナイスバディだしな。?, Naisu badi da shi na) - 112. Sul fondo del baratro (奈落の底だろ。?, Naraku no soko daro) - 113. Dieci anni indietro! (10年早いけど?, 10 nen hayai kedo) - 114. È perfetto, vero? (完璧だろう？?, Kanpeki daro u?) - 115. Sono a dieta (ダイエット中だから?, Daietto chū da kara) - 116. Nessuno ti ha chiesto di consolarmi! (余計なお世話よ!!?, Yokeinaosewa yo!!) - 117. Ora io devo tornare (戻らなきゃ?, Modoranakya) - 118. L'ho vistooo! (見たなぁぁぁ！！?, Mita naaaa~!!) - 119. Fatti la mia stessa pettinatura! (同じ髪型にしよー??, Onaji kamigata ni shiyo~?) |                                                                             |                   |                        |
| 15 | 17 dicembre 2014 (ed. regolare) 15 dicembre 2014 (ed. limitata) | ISBN 978-4-06-395264-3 (ed. regolare) ISBN 978-4-06-358724-1 (ed. limitata) | 27 luglio 2016    | ISBN 978-88-226-0136-0 |
| 15 | Capitoli - 120. Doubt! (ダウト!!?, Dauto!!) - 121. Gli piacciono le tette grandi (巨乳好きだって?, Kyonyū suki datte) - 122. Sono Lincoln (リンカーンデース?, Rinkān dēsu) - 123. Sta suonando l'allarme personale (防犯ブザーが鳴ってるぞ？?, Bōhan buzā ga natteru zo?) - 124. Fa' di me quel che vuoi... ♥ (好きにしろ・・・?, Suki ni shiro...) - 125. Ho soltanto quattrocento yen! (400円しかねぇけど！?, 400-en shikane~kedo!) - 126. Anch'io ho una rivale (ライバルがいるんだぜ？?, Raibaru ga iru nda ze?) - 127. Il sex appeal! (お色気!!?, Oiroke!!) - 128. Mi preoccupo ancora di più (逆に気になるな?, Gyaku ni ki ni naru na) |                                                                             |                   |                        |
| 16 | 17 marzo 2015 | ISBN 978-4-06-395347-3                                                      | 28 settembre 2016 | ISBN 978-88-226-0317-3 |
| 16 | Capitoli - 129. Questo è tutto (それだけだが？?, Sore dakedaga?) - 130. Ho in testa solo una cosa (アタマがいっぱいでね！?, Atama ga ippaide ne!) - 131. Fa più paura dei fantasmi... (おばけより怖い・・・?, Obake yori kowai...) - 132. Secondo te? (見ればわかるでしょ。?, Mireba wakarudesho.) - 133. Fatevi sotto! (かかって来なさい!!?, Kakatte ki nasai!!) - 134. Hai la lingua delicata?! (猫舌か!!?, Nekojita ka!!) - 135. Perché ti ho detto di voler tenere le distanze (距離を置こうって言ったから?, Kyori wo okou tte ittakara) - 136. Questo potere è veramente un grosso problema! (迷惑な能力ね?, Meiwakuna nōryoku ne) - 137. Sarà davvero come dici? (ドーデショー？?, Dōdeshō?)                                                                     |                                                                             |                   |                        |
| 17 | 15 maggio 2015 (ed. regolare & limitata) | ISBN 978-4-06-395396-1 (ed. regolare) ISBN 978-4-06-358726-5 (ed. limitata) | 21 dicembre 2016  | ISBN 978-88-226-0416-3 |
| 17 | Capitoli - 138. Ma non dovevi baciarmi?! (キスしてくるんじゃねぇのかよ！？?, Kisu shite kuru n jane~ no ka yo!?) - 139. È eccitante! ♥ (コーフンするんで♥?, Kōfun surunde ♥) - 140. Altrimenti sarete radiati dall'esercito! (さもなくば除隊だ!!?, Sa mo nakuba jotaida!!) - 141. Vuole prendersi gioco di me?! (バカにする気か！?, Baka ni suru ki ka!) - 142. Versami la cola (コーラとってくれ?, Kōra totte kure) - 143. Si dice "muovere" (「指す」というんだ?, 'sasu' to iu nda) - 144. È un'irresistibile tenerezza! (圧倒的な包容力だ・・・?, Attōtekina hōyō ryokuda) - 145. È proprio dura essere uomini affascinanti! (イケメンって罪だよなぁ・・。?, Ikemen tte tsumida yo nā...) - 146. Amiche del cuore (なっかよっしこよしっ。?, Nakka yosshi ko yoshi~) |                                                                             |                   |                        |
| 18 | 17 luglio 2015 (ed. regolare & limitata) | ISBN 978-4-06-395438-8 (ed. regolare) ISBN 978-4-06-362292-8 (ed. limitata) | 22 marzo 2017     | ISBN 978-88-226-0533-7 |
| 18 | Capitoli - 147. Chiedile di lasciarsi palpare le tette! (おっぱいを揉ませてもらおう!!?, Oppai wo moma sete moraou!!) - 148. È un tenero orsacchiotto! (プリティーくまさんです！?, Puritī kuma-san desu!) - 149. Un altro disegno inquietante?! (またグロ画像かよ!??, Mata guro gazō ka yo!?) - 150. Non è hage! (ハゲじゃねぇ!!?, Hage jane~!!) - 151. A Londra (ロンドンにいたんだ?, Rondon ni itanda) - 152. Il piede in due staffe! (二股疑惑のほうだよ・・!?, Futamata giwaku no hōda yo..!) - 153. Le ho fatto questa promessa! (約束したからな！?, Yakusoku shitakara na!) - 154. È un grande successo! (大成功だぞー！！?, Taiseikōda zo~!!) - 155. Sempre... (いつも・・・?, Itsumo...)                                                                        |                                                                             |                   |                        |
| 19 | 17 settembre 2015 | ISBN 978-4-06-395495-1                                                      | 28 giugno 2017    | ISBN 978-88-226-0607-5 |
| 19 | Capitoli - 156. Sono armi finte (これはモデルガンだ?, Kore wa moderugan da) - 157. Nessuna pietà (容赦はしない!!?, Yōsha ha shinai!!) - 158. Haruko (晴子ちゃん!?, Haruko-chan!) - 159. Vado a fare un po' di randori ♥ (乱取りしてくるね～♥?, Randori shite kuru ne~♥) - 160. N-non è possibile! (あ‥‥ありえねぇ!!?, A‥‥ ariene!!) - 161. Come sono color fenicottero! (めっちゃフラミンゴ色だ!!?, Metcha Furamingo-iroda!!) - 162. Infuriati con te per la questione delle mutande! (パンツのことで責められて!!?, Pantsu no koto de seme rarete!!) - 163. Potrei finire per essere scaricata? (フラレちゃうのかしらね‥??, Furare chau no kashira ne‥?) - 164. Voglio che mi tocchi... ♥ (さわってほしいの‥?, Sawatte hoshī no‥)                                      |                                                                             |                   |                        |
| 20 | 17 novembre 2015 | ISBN 978-4-06-395545-3                                                      | 27 settembre 2017 | ISBN 978-88-226-0703-4 |
| 20 | Capitoli - 165. Ti avverto, non te lo darò mai! (言っておくけどあげないよ??, Itte okukedo agenai yo?) - 166. Potrò baciare Yamada quanto mi pare! (キスし放題だな!?, Kisu shihō daida na!) - 167. In pratica è come se fossi la moglie del senpai! ♥ (妻になったも同然ですね～～?, Tsuma ni natta mo dōzen desu ne~~) - 168. Non sei per niente tenero, sai? (かわいくない後輩だな。?, Kawaikunai kōhaida na.) - 169. Non te lo concedo. ♥ (拒否します?, Kyohi shimasu) - 170. Tornerò di nuovo da te! (戻ってくるからさ‥‥!?, Modotte kurukara sa‥‥!) - 171. Prevedo un bagno di sangue! (修羅場デスネー!?, Shuraba desu nē!) - 172. Non voglio che combattiate per me! ♥ (やめてほしいですぅ～～?, Yamete hoshīde su~~)                                               |                                                                             |                   |                        |

## Volumi 21-28
| 21 | 15 gennaio 2016 | ISBN 978-4-06-395581-1                                                      | 20 dicembre 2017 | ISBN 978-88-226-0809-3 |
| 21 | Capitoli - 173. Tu sei uno stalker, vero?! (ストーカーでしょ‥‥??, Sutōkā desho‥‥?) - 174. Hai paura! (怖いんだー。?, Kowai nda.) - 175. Stai cercando un taccuino segreto? (秘密のメモを探してる??, Himitsu no memo o sagashi teru?) - 176. Let's... squeeze! (レッツブシャー!!?, Rettsu bushā!!) - 177. Guarda che è una liceale! (女子高生だぞ!??, Joshikō sei dazo!?) - 178. Le tengo qui (ココよ。?, Koko yo.) - 179. Tremo... perché non posso parlarti (話せなくてふるえる。?, Hanasenakute furueru.) - 180. Voto: 4 (4点。?, 4-ten.) - 181. Comunque lo sapevo (わかっていたけどね。?, Waka tte itakedo ne.) |                                                                             |                  |                        |
| 22 | 17 marzo 2016 | ISBN 978-4-06-395622-1                                                      | 21 marzo 2018    | ISBN 978-88-226-0936-6 |
| 22 | Capitoli - 182. Sono dati di fatto (事実ですもの。?, Jijitsu desu mono.) - 183. Non potresti picchiarmi? (殴ってくれないか??, Nagutte kurenai ka?) - 184. Chi vuole la menta con i pezzi di cioccolato? (チョコミントがいい人ー!??, Choko Minto ga ī hito!?) - 185. Qualcosa che non si può imparare a scuola (学校じゃできない勉強。?, Gakkō ja dekinai benkyō.) - 186. Vuoi fare il bagno anche tu, Yamada? (山田君も入る??, Yamada-kun mo hairu?) - 187. Venite al club di poesia! (ポエム部まで!?, Poemu-bu made!) - 188. Mi spoglio anche sotto? (下も脱ぎましょうか??, Shita mo nugimashō ka?) - 189. Come mio rivale è impeccabile (敵として申し分ないな。?, Teki to shite mōshiwakenai na.) - 190. Ma quelli sono gli host! (ホストじゃん!!?, Hosuto jan!!) |                                                                             |                  |                        |
| 23 | 17 maggio 2016 | ISBN 978-4-06-395674-0                                                      | 27 giugno 2018   | ISBN 978-88-226-1039-3 |
| 23 | Capitoli - 191. Che... Checcarino! (カ‥‥カワユス!!?, Ka‥‥ kawayusu!!) - 192. ...dannati pischellettiii! (シャバ僧がぁあああ!?, Shabazō gaaaaa!) - 193. E per giunta preparato a mano?! (しかも手作り‥‥??, Shikamo tedzukuri‥‥?) - 194. Quanto vorrei un fidanzato... (彼氏ほしいなぁ‥‥。?, Kareshi hoshī nā‥‥.) - 195. Provo una sorta di fitta al cuore... (胸がうずくっていうか‥‥。?, Mune ga uzuku tte iu ka‥‥.) - 196. You surprise? (You surprise??) - 197. Fare cosa? (ヤるって何を??, Yaru ttenani o?) - 198. E inoltre ci sono i cetrioli di mare! (ナマコいるしね。?, Namako irushi ne.) - 199. Non va bene? (ダメかしら‥‥??, Dame kashira‥‥?) |                                                                             |                  |                        |
| 24 | 15 luglio 2016 | ISBN 978-4-06-395714-3                                                      | 24 ottobre 2018  | ISBN 978-88-226-1181-9 |
| 24 | Capitoli - 200. È di fronte all'oceano! (オーシャンフロントだ!!!?, Ōshan Furonto da!!!) - 201. The paradise! ♥ (パーラダーイス?, Pāradāisu) - 202. Riuscirò a trovarmi un fidanzato? (彼氏はできますかね!??, Kareshi wa dekimasu ka ne!?) - 203. Sei più trendy di quanto pensassi! (トレンドに敏感だよな。?, Torendo ni binkanda yo na.) - 204. Non hai proprio fantasia (芸がないっスね。?, Gei ga naissu ne.) - 205. Volete fare tutti i mantenuti?! (全員ヒモか!!?, Zen'in himo ka!!) - 206. Ti sei ridotto così! (そうなっちゃうんですよ。?, Sō natchau ndesu yo.) - 207. Comprami del rafano bianco (ダイコン買ってきてほしい。?, Daikon katte kite hoshī.) - 208. Devi essermi grato! (私に感謝しなさいよ!?, Watashi ni kansha shi nasai yo!)                |                                                                             |                  |                        |
| 25 | 17 ottobre 2016 | ISBN 978-4-06-395769-3                                                      | 23 gennaio 2019  | ISBN 978-88-226-1251-9 |
| 25 | Capitoli - 209. Mi state guardando proprio con quegli occhi lì! (そういう目で見てますよね!??, Sōiu me de mitemasu yo ne!?) - 210. Non morire! (死んじゃダメ!!?, Shinja dame!!) - 211. Sono rinata! (生まれ変わったんです!?, Umarekawatta ndesu!) - 212. È la prima volta che una ragazza reagisce piangendo! (泣かれたのははじめてだ!!?, Naka reta no wa hajimeteda!!) - 213. Ti odio! (大ッ嫌い!!?, Dai ggirai!!) - 214. Lo condanno alla pena del solletico! (くすぐりの刑に処する‥!!?, Kusugurinokei ni shosuru‥!!) - 215. Vuoi solo fartela, non è così?! (ヤりたいだけなんですよねー!!??, Yaritai dakena ndesu yo ne!!?) - 216. "Distruggere" (破壊する。?, Hakai suru.) - 217. Per me va bene! ♥ (いいわよ‥?, Ī wa yo‥)                                       |                                                                             |                  |                        |
| 26 | 16 dicembre 2016 | ISBN 978-4-06-395830-0                                                      | 27 marzo 2019    | ISBN 978-88-226-1304-2 |
| 26 | Capitoli - 218. Eeeh?! Siete così incapaci?! (え～～無能??, E~~munō?) - 219. Ci ha messo la lingua? (舌入れられたか??, Shita haire rareta ka?) - 220. A quanto pare, ancora non basta (まだみたい。?, Mada mitai.) - 221. Il suo obiettivo è Yamada! (狙いは“山田”だ‥!!?, Nerai wa “Yamada” da‥!!) - 222. Io sono libero! (オレは自由なんだ!?, Ore wa jiyūna nda!) - 223. Per caso hai paura? (もしかして怖い??, Moshikashite kowai?) - 224. Non si può stare insieme (一緒にはいられねーか。?, Issho ni haira rene ̄ka.) - 225. Ti do una mano anch'io (私も手伝うわ。?, Watashi mo tetsudau wa.) - 226. La media minima? (ヒョーテーヘイキン??, Hyōtē heikin?) |                                                                             |                  |                        |
| 27 | 17 febbraio 2017 | ISBN 978-4-06-395873-7                                                      | 22 maggio 2019   | ISBN 978-88-226-1410-0 |
| 27 | Capitoli - 227. Sono semplici domande di livello base (簡単な基礎問題よ。?, Kantan'na kiso mondai yo.) - 228. Beata gioventù! (青春だねー!?, Seishunda ne!) - 229. Il potere della psicologia! (心理学の力さ!?, Shinrigaku no chikara sa!) - 230. Farò così anch'io! (私もそうするわ!?, Watashi mo sō suru wa!) - 231. Vi state godendo le vacanze estive? (夏休みエンジョイしてるかー??, Natsuyasumi enjoi shi teru ka?) - 232. Ci siamo ritirati (引退してるけど??, Intai shi terukedo?) - 233. La ragazza di questa foto... (この写真の子‥‥。?, Kono shashin no ko‥‥.) - 234. Non è diverso? (違くね??, Iku ne?) - 235. Non dirlo a Shiraishi, mi raccomando! (白石には言うなよ??, Shiraishi ni wa iu na yo?)                                                    |                                                                             |                  |                        |
| 28 | 17 aprile 2017 (ed. regolare & limitata) | ISBN 978-4-06-395920-8 (ed. regolare) ISBN 978-4-06-362354-3 (ed. limitata) | 24 luglio 2019   | ISBN 978-88-226-1473-5 |
| 28 | Capitoli - 236. Non la conosco... (存じ上げませんが‥。?, Zonjiagemasenga‥.) - 237. La "strega primigenia" (“はじまりの魔女”。?, “Hajimari no majo”.) - 238. Shiraishi mi manca (白石に会いたい。?, Shiraishi ni aitai.) - 239. Non sono affatto noiosa! (つまらなくなんかないッ!!!?, Tsumaranaku nanka nai!!!) - 240. Che razza di impertinente! (ずうずうしすぎだろ!!?, Zūzūshi sugidaro!!) - 241. Confido in voi per il futuro! (あとは頼んだぜ‥!!?, Ato wa tanonda ze‥!!) - 242. Sono passati dieci anni da quel giorno, eh? (あれから10年‥‥か。?, Are kara 10-nen‥‥ ka.) - Finale. Tanto, tanto tempo fa... (最終話 むかーし、むかし。?, Saishū-banashi mukashi, mukashi.)                                                                                      |                                                                             |                  |                        |